# Lepadella canadensis
Lepadella canadensis är en hjuldjursart som beskrevs av Myers 1936. Lepadella canadensis ingår i släktet Lepadella och familjen Lepadellidae. Inga underarter finns listade i Catalogue of Life.